# Luigi Maiocco
Luigi Maiocco  (Torino, 1892. október 11. – Torino, 1965. december 11.) olimpiai bajnok olasz tornász.
Részt vett az 1912. évi nyári olimpiai játékokon Stockholmban. Egy torna versenyszámban indult, a csapatverseny meghatározott szereken és aranyérmes lett. 
Az első világháború után részt vett az 1920. évi nyári olimpiai játékokon Antwerpenban, mint tornász. Európai rendszerű csapat versenyben ismét aranyérmes lett. Egyéni összetett versenyben a 7. helyen végzett.
Az 1924. évi nyári olimpiai játékokon Párizsban harmadjára indult a torna versenyeken. Csapat összetett versenyben ismét aranyérmes lett. Az összes egyéni versenyen is elindult de mindenhol a 20. helynél hátrébb végzett.
Klubcsapata a Reale Società Ginnastica Torino volt.